# Tyler Spurgeon
Tyler Spurgeon (* 10. April 1986 in Edmonton, Alberta) ist ein kanadischer Eishockeyspieler, der seit Juli 2024 beim ECDC Memmingen aus der drittklassigen Eishockey-Oberliga unter Vertrag steht und dort auf der Position des Centers spielt. Zuvor war Spurgeon unter anderem neun Spielzeiten in der österreichischen Erste Bank Eishockey Liga (EBEL) für den EC KAC und HC Innsbruck aktiv. Darüber hinaus absolvierte er über 160 Partien in der American Hockey League (AHL). Sein jüngerer Bruder Jared ist ebenfalls professioneller Eishockeyspieler.

## Karriere

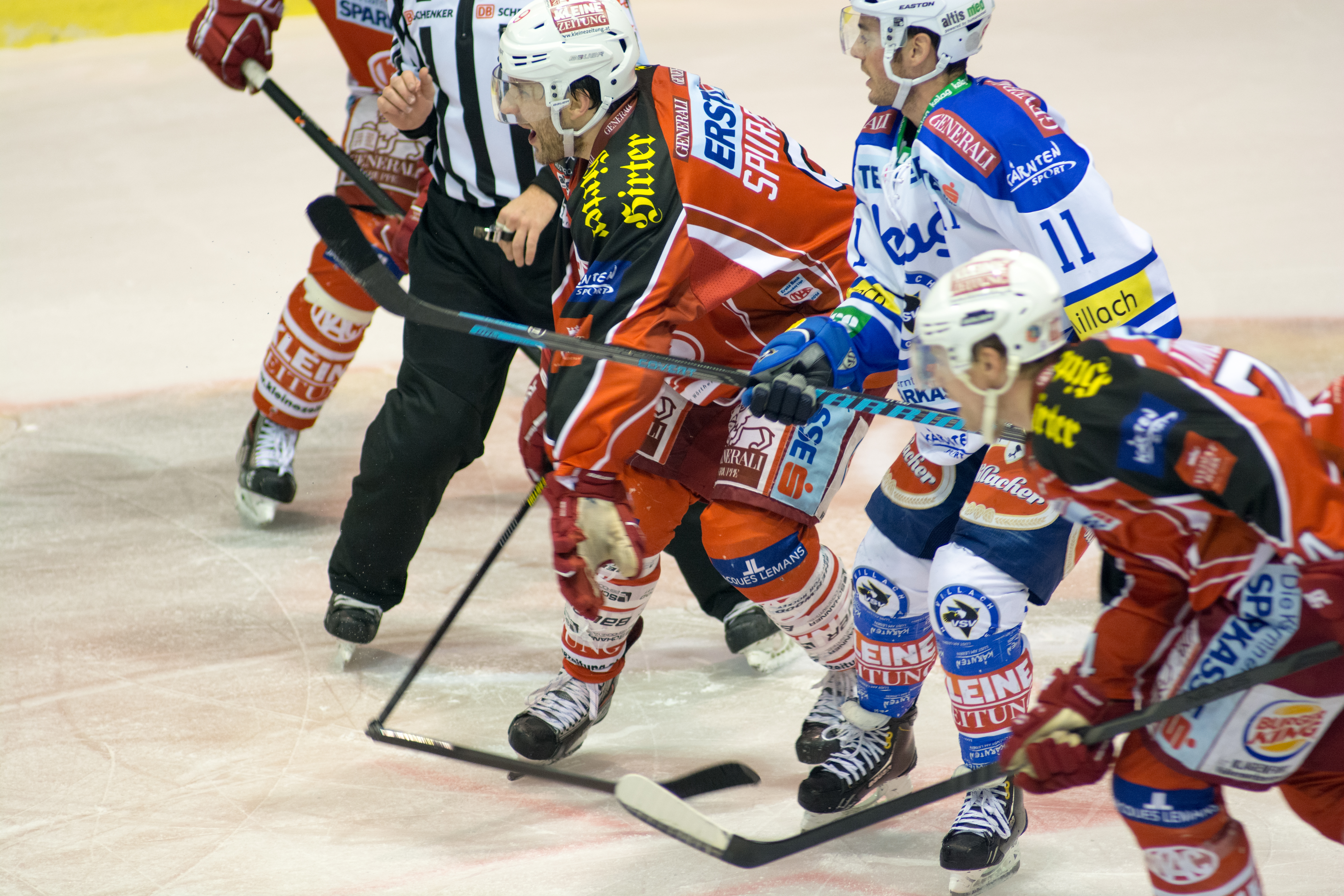
Spurgeon (links) im Trikot des EC KAC (2013)

Spurgeon begann seine Karriere bei den Kelowna Rockets in der Western Hockey League (WHL), einer der drei großen kanadischen Juniorenligen, wo er fünf Spielzeiten verbrachte und dabei auch die Positionen des Mannschaftskapitäns bekleidete. Während dieser Zeit wurde der Stürmer im NHL Entry Draft 2004 in der achten Runde an 242. Stelle von den Edmonton Oilers aus der National Hockey League (NHL) ausgewählt. Mit den Kelowna Rockets gewann er derweil in den Jahren 2003 und 2005 die Meisterschaft der WHL in Form des President’s Cup sowie dazwischen im Jahr 2004 den prestigeträchtigen Memorial Cup des Dachverbands Canadian Hockey League. Im Sommer 2005 musste sich Spurgeon einer Operation an der Schulter unterziehen, die jedoch ohne weitere Komplikationen verlief.
Sein erstes Profiengagement hatte der Kanadier in der Saison 2006/07, wo er in insgesamt 39 Einsätzen für das ECHL-Team Stockton Thunder auflief und später in derselben Spielzeit auch bei den Wilkes-Barre/Scranton Penguins in der American Hockey League (AHL) zum Einsatz kam. Für die folgende Saison wechselte er zu den Springfield Falcons, hatte jedoch großes Pech, als er zunächst erneut an der Schulter verletzte und anschließend eine Gehirnerschütterung erlitt, die nach nur zwölf Spielen das Saisonende für ihn bedeutete. Spurgeon kehrte aber in der Saison 2008/09 zurück, konnte jedoch nicht an seine guten Leistungen anknüpfen. Die Spielzeit 2009/10 verbrachte er bei insgesamt drei verschiedenen Franchises in der ECHL und AHL. Dabei avancierte der Center zu einem der wichtigen Leistungsträger der Idaho Steelheads und fand sich am Ende der Spielzeit im ECHL Second All-Star Team wieder.
Im Sommer 2010 lud ihn der österreichische Erstligist EC KAC zu einem Probetraining ein, das schließlich in einem festen Engagement mündete. Letztlich spielte er bis zum Sommer 2014 für den Klagenfurter AC und gewann dabei im Frühjahr 2013 den Österreichischen Meistertitel. Nachdem Spurgeon im Oktober 2014 zunächst vom ECHL-Franchise Ontario Reign verpflichtet worden war, wechselte er bereits im Dezember 2014 zum Schweizer NLB-Club Hockey Thurgau, wo er einen Vertrag bis Ende Saison 2014/15 unterschrieb. Zur Spielzeit 2015/16 kehrte Spurgeon nach Österreich zurück und schloss sich dem HC Innsbruck an. Mit Beginn der Saison 2016/17 führte er den Klub als Kapitän an. Dieses Amt bekleidete er bis zu seinem Abschied im Sommer 2020. Ab der Saison 2020/21 spielt der Angreifer in Deutschland für den ESV Kaufbeuren in der DEL2. Dort fungierte er vier Spielzeiten ebenfalls als Mannschaftskapitän, ehe er den Klub nach dem Spieljahr 2023/24 verließ und zum drittklassigen Oberligisten ECDC Memmingen wechselte.

## Erfolge und Auszeichnungen
| - 2003 President’s-Cup-Gewinn mit den Kelowna Rockets - 2004 Memorial-Cup-Gewinn mit den Kelowna Rockets - 2005 President’s-Cup-Gewinn mit den Kelowna Rockets | - 2010 ECHL Second All-Star Team - 2013 Österreichischer Meister mit dem EC KAC |

## Karrierestatistik
Stand: Ende der Saison 2023/24
(Legende zur Spielerstatistik: Sp oder GP = absolvierte Spiele; T oder G = erzielte Tore; V oder A = erzielte Assists; Pkt oder Pts = erzielte Scorerpunkte; SM oder PIM = erhaltene Strafminuten; +/− = Plus/Minus-Bilanz; PP = erzielte Überzahltore; SH = erzielte Unterzahltore; GW = erzielte Siegtore; 1 Play-downs/Relegation; Kursiv: Statistik nicht vollständig)